# RISING SUN (矢沢永吉のアルバム)
『RISING SUN』（ライジング・サン）は、矢沢永吉の8作目のスタジオ・アルバム。1981年10月25日発売。

## 概要
- 前作からわずか2ヶ月後に発売された。
- 前作とは対照的に、セルフ・プロデュースで国内録音、作詞家も全員日本人で、参加ミュージシャンも渡米以前より起用していた国内の面々で固めている（エンジニアは前作に続きジム・アイザクソンが担当）。なお、録音スタジオは1979年まで在籍していた古巣、CBS・ソニーの六本木スタジオを使用している[1]。
- ジャケット写真は先行シングル『You/Shampoo』と同じもの。撮影は篠山紀信[1]。

## 収録曲

### LP
| 全作曲: 矢沢永吉。 |                          |            |            |      |
| #                  | タイトル                 | 作詞       | 作曲・編曲 | 時間 |
| 1.                 | 「YOU」                  | ちあき哲也 | 矢沢永吉   | 3:20 |
| 2.                 | 「50% DREAM」            | 相沢行夫   | 矢沢永吉   | 5:16 |
| 3.                 | 「HEY BOBBY」            | 相沢行夫   | 矢沢永吉   | 4:27 |
| 4.                 | 「YOKOHAMA FOGGY NIGHT」 | 西岡恭蔵   | 矢沢永吉   | 4:30 |
| 合計時間:          | 合計時間:                | 合計時間:  | 17:33      |      |

| 全作曲: 矢沢永吉。 |                    |            |            |      |
| #                  | タイトル           | 作詞       | 作曲・編曲 | 時間 |
| 1.                 | 「SUMMER RAIN」    | 矢沢永吉   | 矢沢永吉   | 4:16 |
| 2.                 | 「SHAMPOO」        | 相沢行夫   | 矢沢永吉   | 4:11 |
| 3.                 | 「SEPTEMBER MOON」 | ちあき哲也 | 矢沢永吉   | 4:21 |
| 4.                 | 「GAMBLER」        | 西岡恭蔵   | 矢沢永吉   | 4:52 |
| 合計時間:          | 合計時間:          | 合計時間:  | 17:40      |      |

### CD
| 全作曲: 矢沢永吉。 |                          |            |            |      |
| #                  | タイトル                 | 作詞       | 作曲・編曲 | 時間 |
| 1.                 | 「YOU」                  | ちあき哲也 | 矢沢永吉   | 3:20 |
| 2.                 | 「50% DREAM」            | 相沢行夫   | 矢沢永吉   | 5:16 |
| 3.                 | 「HEY BOBBY」            | 相沢行夫   | 矢沢永吉   | 4:27 |
| 4.                 | 「YOKOHAMA FOGGY NIGHT」 | 西岡恭蔵   | 矢沢永吉   | 4:30 |
| 5.                 | 「SUMMER RAIN」          | 矢沢永吉   | 矢沢永吉   | 4:16 |
| 6.                 | 「SHAMPOO」              | 相沢行夫   | 矢沢永吉   | 4:11 |
| 7.                 | 「SEPTEMBER MOON」       | ちあき哲也 | 矢沢永吉   | 4:21 |
| 8.                 | 「GAMBLER」              | 西岡恭蔵   | 矢沢永吉   | 4:52 |
| 合計時間:          | 合計時間:                | 合計時間:  | 35:13      |      |

### 解説
「YOU」
10thシングル TBS系ドラマ『はじめまして再婚』主題歌。
「YOKOHAMA FOGGY NIGHT」
11thシングル『YES MY LOVE』B面曲としてシングルカット。
「SHAMPOO」
10thシングルB面曲。三菱自動車『ギャランΣ』CMソング。
「SEPTEMBER MOON」
12thシングル『LAHAINA』B面曲としてシングルカット。